# Broti Guptaová
Broti Guptaová (* 28. prosince 1993 Indie) je scenáristka a herečka žijící ve Spojených státech původem z Indie. Spolupracovala na seriálech Život beze slov, Carol's Second Act, Přátelé z výšky či Simpsonovi. Píše humoristické články a eseje magazín The New Yorker, deníky The New York Times či The Washington Post. Několikrát také vystupovala v stand-up komedii.
Guptaová vyrůstala v Cincinnati, žije v Los Angeles. Vystudovala Wellesley College.

## Scenáristická filmografie

### DílyCarol's Second Act
Zde pracovala také jako výkonná editorka.
1. řada
- Therapy Dogs

### DílyŽivota beze slov
Byla jí připsána pouze jedna epizoda, u dvaadvaceti epizod se podílela jako spolupracovnice scenáristů.
1. řada
- S-P-- SPECIAL B-- BOY T-I-- TIME

### DílySimpsonových
34. řada
- Jak se vlastně želva hledá?
- Válka foloušků